# Jüdischer Friedhof (Maxsain)

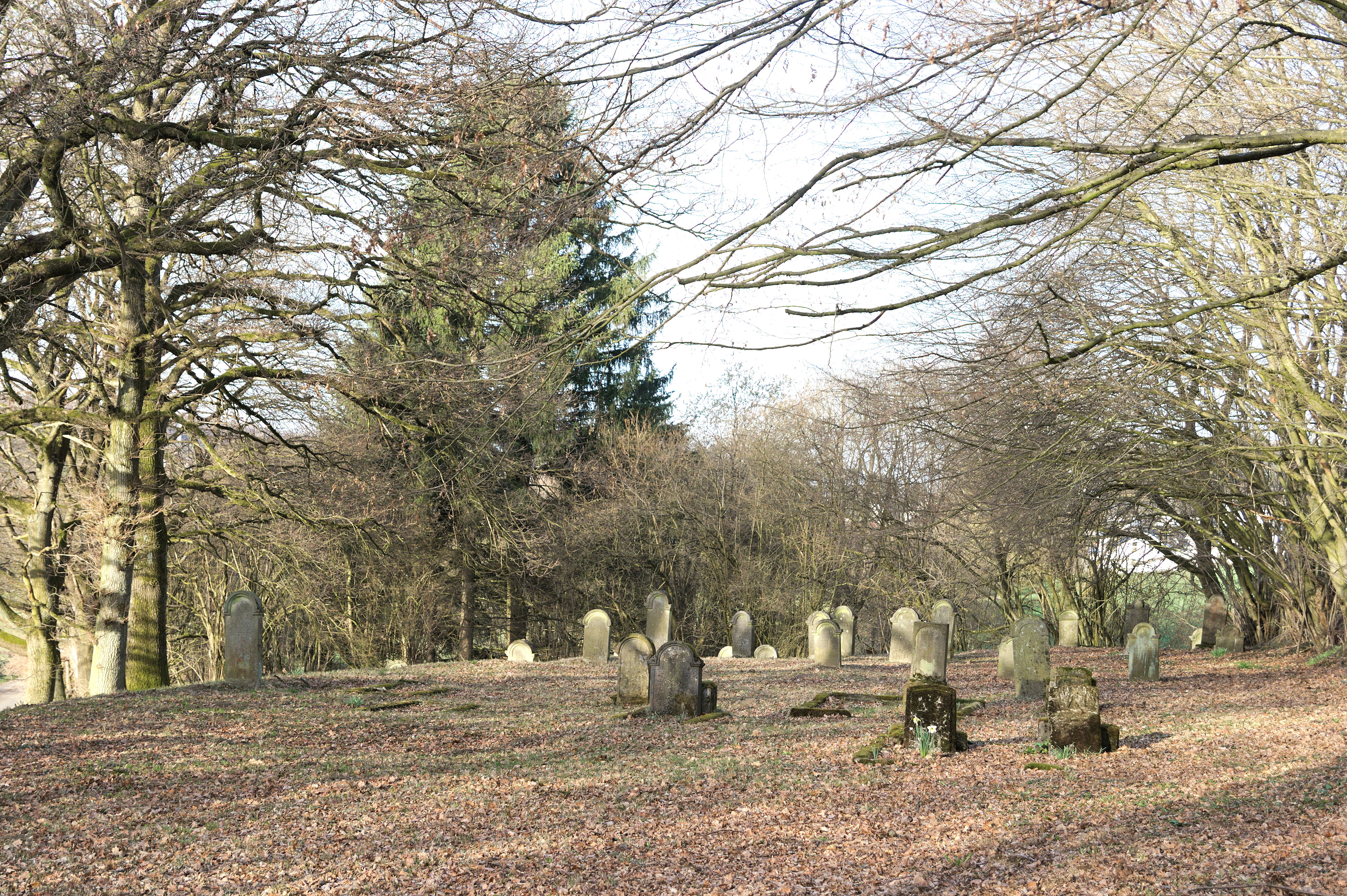
Jüdischer Friedhof Maxsain (2017)

Der Jüdische Friedhof Maxsain in der Ortsgemeinde Maxsain im Westerwaldkreis in Rheinland-Pfalz ist ein geschütztes Kulturdenkmal.
Der jüdische Friedhof liegt östlich des Ortes, nördlich der L 304 und des Saynbaches an einem Flurweg in Richtung Freilingen.
Auf dem 2506 m² großen Friedhof, der von ca. 1810 bis zum Ende des 19., Anfang des  20. Jahrhunderts belegt wurde, sind 35 Grabsteine erhalten.